# Phyllanthus rozennae
Phyllanthus rozennae är en emblikaväxtart som beskrevs av Maurice Schmid. Phyllanthus rozennae ingår i släktet Phyllanthus och familjen emblikaväxter. Inga underarter finns listade i Catalogue of Life.